# さよならテレビ
さよならテレビは、東海テレビ放送（以下、東海テレビ）が2018年に開局60周年記念番組として放送したドキュメンタリー番組、および同番組を再構成、再編集し、2020年に劇場公開されたドキュメンタリー映画である。本項では便宜上、2018年にテレビ放映された分を「放送版」、2020年に劇場公開された分を「劇場版」と表記する。

## あらすじ
2016年のある日の東海テレビ報道フロア。ディレクターの圡方が『テレビの今（仮題）』の企画書を配り、マイクを机に据え付けカメラを回し始めた。デスクたちは困惑し、取材は拒絶された。2ヶ月の中断ののち、打ち合わせの撮影は許可を取る、放送前に試写を行うなどの取り決めが交わされ、取材が再開される。
ベテラン記者の澤村慎太郎は、企業やスポンサーからの要望で放送される“是非ネタ”を扱っていた。「経済紙出身だし、抵抗はないです」と苦笑い。高層マンション建設反対を主張していた男性が現場監督とトラブルになり逮捕された事件を取材する中、これは共謀罪に関わる問題であり、権力を監視することが役割の一つであるマスメディアにとって重要な話であると捉えた。共謀罪の強行採決の際、「『共謀罪』と呼ばず『テロ等準備罪』と表記するメディアは政府を批判せず支えてしまうことになる」と、澤村は原稿に『共謀罪』と表記したが、フジテレビ系列の用語の統一に沿って東海テレビでも『テロ等準備罪』と報じた。澤村は力なく笑った。
テレビ局にも働き方改革が求められ、報道部社員の残業時間に制限が設けられた。人員を補充するために制作会社から渡邊雅之が派遣されたが、他局での実務経験はあるもののその仕事ぶりはおぼつかない。取材対象者への確認不足で、渡邊が取材していた企画が急きょ放送取りやめとなる。「派遣社員の立場だし、成果が出せないと1年で契約が切られてしまう」と肩を落とす。
アナウンサーの福島智之は、夕方のニュースショー『みんなのニュース One』のメイン司会者に抜擢された。2011年8月4日にローカルワイド番組『ぴーかんテレビ』で不適切テロップ問題（セシウムさん騒動）が起き、司会を務めていた福島は矢面に立たされた経験がある。東海テレビではそれ以降毎年8月4日に「放送倫理を考える全社集会」を行っている。全社集会からの帰路、圡方からのインタビューに対し福島は報道に向き合う上での苦悩を語る。
春。福島は『みんなのニュース One』の司会から降板し、渡邊も東海テレビからの“卒業”が決まった。取材最終日、澤村は圡方に問いかける。「現実って何でしょうね、このドキュメンタリーにとって…」

## 制作
制作は1年7カ月の長期間に及んだ。本作は報道局により制作されたため、通常のニュース番組の取材と併行して行われ、ドキュメンタリー制作のためにカメラマンや音声スタッフを別途手配する費用を必要としないことから長い制作期間をかけることが可能となった。ニュース番組の覆面座談会において、出席者の一人にモザイクをかけ忘れ、それを見たキャスターが驚く場面があるが、録画ボタンを押す20秒前から映像を記録できる「LoopREC」機能によるものである。『さよならテレビ』のタイトルは、圡方の企画書を見たプロデューサーの阿武野がぽつりと漏らした一言から採られた。

## 反響
放送版は2018年9月2日（日曜日）16:00～17:30に、東海三県をエリアとする東海テレビ放送で放映された。視聴率は2.8%で、プロデューサーの見込みの5～6%からは大きく下回った。放送後には130通ほどの反響のメールが届いた。
当局を除き、東京のフジテレビ（土曜プレミアム、フジテレビムービー）やその系列局を始めとする全国の地上波テレビ局では放映されなかった。しかし全国の放送業界人の反響は大きく、番組を録画したDVDがひそかに回覧されるほどだった。取材の条件だった社内試写会が行われた際には、人事担当の社員から『新入社員が来なくなる』幹部社員らからは『東海テレビのイメージを棄損している』と指摘があった。2018年11月13日に開催された第586回 東海テレビ放送番組審議会で議題として審議され、委員らから「テレビ報道が抱える問題点や葛藤を上手く表現していた」と評価する声があった反面、「第一印象としては何を伝えたいのかわからなかった」とする意見もあった。放送版はあいちトリエンナーレ2019でも公演され、劇場版は2020年1月2日より名古屋シネマテークおよびポレポレ東中野を皮切りに順次公開された。
また、2021年12月13日には日本映画専門チャンネルにて放送され、衛星放送やケーブルテレビ局を通じて全国放送が実現した。